# Codesido (krater)
Codesido är en nedslagskrater på planeten Merkurius, med en diameter på ungefär 64 kilometer.
2024 uppkallades kratern efter målaren Julia Codesido.